# Elecciones a la Asamblea de Ceuta de 2023
Las elecciones a la Asamblea de Ceuta de 2023 se celebraron el domingo 28 de mayo, durante las elecciones autonómicas de dicho año, de acuerdo con el decreto de convocatoria de elecciones dispuesto que se publicará en el BOCCE. Se eligieron los 25 diputados de la XII legislatura de la Asamblea de Ceuta mediante un sistema proporcional (método D'Hondt).

## Candidatos

### Partidos políticos con representación en el parlamento
Las candidaturas de todos los partidos que se postulan a las elecciones con representación en la asamblea:
| Candidatura | Candidatura                                | Integrantes                                            | Cabeza de Lista               |
| ----------- | ------------------------------------------ | ------------------------------------------------------ | ----------------------------- |
|             | Partido Popular de Ceuta                   | Lista Partido Popular (PP)                             | Juan Jesús Vivas Lara         |
|             | Partido Socialista Obrero Español          | Lista Partido Socialista Obrero Español (PSOE)         | Juan Antonio Gutiérrez Torres |
|             | Vox                                        | Lista Vox (Vox)                                        | Juan Sergio Redondo Pacheco   |
|             | Movimiento por la Dignidad y la Ciudadanía | ListaMovimiento por la Dignidad y la Ciudadanía (MDyC) | Fátima Hamed Hossain          |
|             | Ceuta Ya!                                  | Lista Ceuta Ya! (Ceuta Ya!)                            | Mohamed Mustafa Ahmed         |

### Partidos políticos sin representación en el Parlamento
Las candidaturas de todos los partidos que se postulan a las elecciones sin representación en la asamblea:
| Candidatura | Candidatura | Integrantes             | Cabeza de Lista            |
| ----------- | ----------- | ----------------------- | -------------------------- |
|             | Ciudadanos  | Lista Ciudadanos (CS)   | Javier Varga Pecharromán   |
|             | Podemos     | Lista Podemos (Podemos) | Ramón Rodríguez Casaubón   |
|             | Libres      | ListaLibres (LB)        | Manuel Jesus Vera Gonzalez |

## Encuestas
| Encuestadora                              | Fecha              | Tamaño | Participación |        |                       |        |       | MDyC   | Dis. |         |        |       |       |      |
| ----------------------------------------- | ------------------ | ------ | ------------- | ------ | --------------------- | ------ | ----- | ------ | ---- | ------- | ------ | ----- | ----- | ---- |
| Encuestadora                              | Fecha              | Tamaño | Participación | GAD3   | 22 de febrero de 2023 |        | ?     | 19.1 5 | Dis. | 38.4 11 | 21.9 6 | 5.0 1 | 9.6 2 | 16.5 |
| El Independiente/SyMConsulting            | 5 de enero de 2023 |        | ?             | 32.8 9 | 25.3 7                | 20.1 5 | 9.3 2 | 7.4 2  | 7.5  |         |        |       |       |      |
|                                           |                    |        |               |        |                       |        |       |        |      |         |        |       |       |      |
| Elecciones a la Asamblea de Ceuta de 2019 | 26 de mayo de 2019 | 34 115 | 56.90 %       | 22.3 6 | 31.1 9                | 25.5 7 | 6.2 1 | 6.9 2  | 5.6  |         |        |       |       |      |

## Resultados
Los resultados de las elecciones fueron los siguientes:
|  | 34,37 % |

|  | 20,96 % |

|  | 20,64 % |

|  | 11,24 % |

|  | 10,03 % |

|  | 0,69 % |

|  | 0,54 % |

|  | 0,35 % |

|  | 98,88 % |

|  | 1,11 % |

|  | 1,15 % |

|  | 57,21 % |

|  | 42,78 % |